# Parvisquama pahangensis
Parvisquama pahangensis är en tvåvingeart som först beskrevs av Malloch 1935.  Parvisquama pahangensis ingår i släktet Parvisquama och familjen husflugor. Inga underarter finns listade i Catalogue of Life.